# Sint-Corneliuskerk (Molenveld)

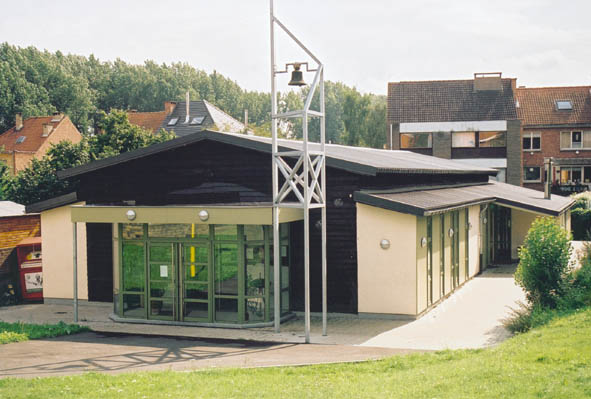
Sint-Corneliuskerk

De Sint-Corneliuskerk is de parochiekerk van de tot de Vlaams-Brabantse plaats Grimbergen behorende wijk Molenveld, die zich bevindt in de Tangedallaan 34.

## Geschiedenis
In 1960 werd deze tegen de kom van Vilvoorde gelegen wijk een zelfstandige parochie. In 1961 werd een noodkerk aangekocht. Dit gebouw was voorheen het restaurant Moeder Avia bij de luchthaven Melsbroek en werd tot noodkerk omgebouwd. Een definitieve kerk werd nooit gebouwd.

## Gebouw
Het betreft een eenvoudige zaalkerk onder licht hellend zadeldak. Er werd voorzien in een losstaande open klokkentoren in de vorm van een buisconstructie. Het klokje is afkomstig van het voormalig Kasteel Ter Tommen te Borgt.
Het kerkmeubilair stamt uit de 2e helft van de 20e eeuw.